# 余文蔚 (鄰水)
余文蔚（1783年—1844年5月17日～6月15日），譜名才軒，字景韓，號雙溪，四川順慶府鄰水縣人， 嘉慶十八年癸酉科拔貢，歷任珙縣教諭、名山縣訓導，道光三年署彰明縣教諭，道光二十二年任秀山縣學訓導，二十四年四月病卒